# Eublemma mesozona
Eublemma mesozona là một loài bướm đêm trong họ Erebidae.